# 1508 год
1508 (ты́сяча пятьсо́т восьмо́й) год  по юлианскому календарю — високосный год, начинающийся в субботу. Это 1508 год нашей эры, 8‑й год 1‑го десятилетия XVI века 2‑го тысячелетия, 9‑й год 1500‑х годов. Он закончился 517 лет назад.
| Пн | Вт | Ср | Чт | Пт | Сб | Вс |
|    |    |    |    |    | 1  | 2  |
| 3  | 4  | 5  | 6  | 7  | 8  | 9  |
| 10 | 11 | 12 | 13 | 14 | 15 | 16 |
| 17 | 18 | 19 | 20 | 21 | 22 | 23 |
| 24 | 25 | 26 | 27 | 28 | 29 | 30 |
| 31 |    |    |    |    |    |    |

| Пн | Вт | Ср | Чт | Пт | Сб | Вс |
|    | 1  | 2  | 3  | 4  | 5  | 6  |
| 7  | 8  | 9  | 10 | 11 | 12 | 13 |
| 14 | 15 | 16 | 17 | 18 | 19 | 20 |
| 21 | 22 | 23 | 24 | 25 | 26 | 27 |
| 28 | 29 |    |    |    |    |    |

| Пн | Вт | Ср | Чт | Пт | Сб | Вс |
|    |    | 1  | 2  | 3  | 4  | 5  |
| 6  | 7  | 8  | 9  | 10 | 11 | 12 |
| 13 | 14 | 15 | 16 | 17 | 18 | 19 |
| 20 | 21 | 22 | 23 | 24 | 25 | 26 |
| 27 | 28 | 29 | 30 | 31 |    |    |

| Пн | Вт | Ср | Чт | Пт | Сб | Вс |
|    |    |    |    |    | 1  | 2  |
| 3  | 4  | 5  | 6  | 7  | 8  | 9  |
| 10 | 11 | 12 | 13 | 14 | 15 | 16 |
| 17 | 18 | 19 | 20 | 21 | 22 | 23 |
| 24 | 25 | 26 | 27 | 28 | 29 | 30 |

| Пн | Вт | Ср | Чт | Пт | Сб | Вс |
| 1  | 2  | 3  | 4  | 5  | 6  | 7  |
| 8  | 9  | 10 | 11 | 12 | 13 | 14 |
| 15 | 16 | 17 | 18 | 19 | 20 | 21 |
| 22 | 23 | 24 | 25 | 26 | 27 | 28 |
| 29 | 30 | 31 |    |    |    |    |

| Пн | Вт | Ср | Чт | Пт | Сб | Вс |
|    |    |    | 1  | 2  | 3  | 4  |
| 5  | 6  | 7  | 8  | 9  | 10 | 11 |
| 12 | 13 | 14 | 15 | 16 | 17 | 18 |
| 19 | 20 | 21 | 22 | 23 | 24 | 25 |
| 26 | 27 | 28 | 29 | 30 |    |    |

| Пн | Вт | Ср | Чт | Пт | Сб | Вс |
|    |    |    |    |    | 1  | 2  |
| 3  | 4  | 5  | 6  | 7  | 8  | 9  |
| 10 | 11 | 12 | 13 | 14 | 15 | 16 |
| 17 | 18 | 19 | 20 | 21 | 22 | 23 |
| 24 | 25 | 26 | 27 | 28 | 29 | 30 |
| 31 |    |    |    |    |    |    |

| Пн | Вт | Ср | Чт | Пт | Сб | Вс |
|    | 1  | 2  | 3  | 4  | 5  | 6  |
| 7  | 8  | 9  | 10 | 11 | 12 | 13 |
| 14 | 15 | 16 | 17 | 18 | 19 | 20 |
| 21 | 22 | 23 | 24 | 25 | 26 | 27 |
| 28 | 29 | 30 | 31 |    |    |    |

| Пн | Вт | Ср | Чт | Пт | Сб | Вс |
|    |    |    |    | 1  | 2  | 3  |
| 4  | 5  | 6  | 7  | 8  | 9  | 10 |
| 11 | 12 | 13 | 14 | 15 | 16 | 17 |
| 18 | 19 | 20 | 21 | 22 | 23 | 24 |
| 25 | 26 | 27 | 28 | 29 | 30 |    |

| Пн | Вт | Ср | Чт | Пт | Сб | Вс |
|    |    |    |    |    |    | 1  |
| 2  | 3  | 4  | 5  | 6  | 7  | 8  |
| 9  | 10 | 11 | 12 | 13 | 14 | 15 |
| 16 | 17 | 18 | 19 | 20 | 21 | 22 |
| 23 | 24 | 25 | 26 | 27 | 28 | 29 |
| 30 | 31 |    |    |    |    |    |

| Пн | Вт | Ср | Чт | Пт | Сб | Вс |
|    |    | 1  | 2  | 3  | 4  | 5  |
| 6  | 7  | 8  | 9  | 10 | 11 | 12 |
| 13 | 14 | 15 | 16 | 17 | 18 | 19 |
| 20 | 21 | 22 | 23 | 24 | 25 | 26 |
| 27 | 28 | 29 | 30 |    |    |    |

| Пн | Вт | Ср | Чт | Пт | Сб | Вс |
|    |    |    |    | 1  | 2  | 3  |
| 4  | 5  | 6  | 7  | 8  | 9  | 10 |
| 11 | 12 | 13 | 14 | 15 | 16 | 17 |
| 18 | 19 | 20 | 21 | 22 | 23 | 24 |
| 25 | 26 | 27 | 28 | 29 | 30 | 31 |

## События
- 1493—1593 — Столетняя хорватско-османская война. Серия вооружённых конфликтов между Королевством Хорватия и Османской империей[1].
- 1501—1512 — Датско-шведская война[2].
- 1505—1517 — Португало-египетская война. Военный конфликт между Мамлюкским Египтом и колониалистской Португалией за господство в Индийском океане[3].
  - Март — битва при Чауле[4].
- 1507—1508 — денежная реформа Мухаммеда Шейбани-хана.
- 1507—1622 — Португало-персидская война. Ряд вооружённых конфликтов между колониалистской Португалией и вассальным Ормузом, с одной стороны, и Сефевидской империей, поддерживаемой англичанами, с другой[5].
- 1508—1509 — битва при Туркестане. Вооружённое противостояние Казахского ханства и Бухарского ханства[6].
- 1508—1510 — Алонсо де Охеда исследовал побережье Колумбии.
- 1508—1516 — Война Камбрейской лиги[7].
  - 2 марта — битва при Кадоре[8].

- 4 февраля — Максимилиан Габсбург в Триенте принимает титул императора. Папа Юлий II высказывает ему своё одобрение.
- Антидатское крестьянское восстание в Норвегии во главе с Герлогом Гудфатом.
- Завоевание Исмаилом Сефевидом Южной Месопотамии и Багдада.
- Крымские войска Менгли I Гирея нанесли серьёзное поражение Ногайской Орде, кочевавшей на обоих сторонах Нижней Волги, но пытавшейся распространить свои кочевья на занятые ранее Большой Ордой территории[9].
- Поход против мирз Ногайской Орды. Вооружённый конфликт между Казахским ханством и Ногайской ордой[10].
- Поход на владения Шибанидов. Набег Ахмета и Жаниша во главе 50 тысячного войска на Самарканд и Бухару[11].
- Хуан Понсе де Леон открыл бухту на острове Пуэрто-Рико, где основал город Сан-Хуан.
- Рафаэль переезжает в Рим.

## Русское государство
Правление: 1505—1533 — Василий III Иванович
- 2 февраля — Глинский Михаил Львович, в окрестностях Гродно, казнит Я.Ю. Заберзинского. Вскоре после этого он устанавливает контакты с Василием III, одновременно пытаясь добиться уступок от Сигизмунда I и после неудачных переговоров с ним, при поддержке московских отрядов, начал военные действия в ВКЛ[12]. 
  - Февраль — неудавшееся Восстание Михаила Глинского. Мятежники осадили Минск, Слуцк, Оршу, Мстиславль и другие города, но за исключением Мозыря (где наместником был родственник Глинского), ни одним из них овладеть не смогли[12].
  - Начало весны — Василий III принимает на службу Михаила Львовича Глинского с братьями и посылает к нему своего воеводу Александра Фёдоровича Алёнку с детьми боярскими. Этими силами, насчитывающих вместе с войском Василия Ивановича Шемячича, около 60 тысяч человек, поручает воевать литовские земли вокруг Минска и Слуцка[13].
  - Осень — не добившись успеха Михаил Глинский с братьями бежит в Москву, где он получает в кормление Боровск и Малый Ярославец. Став советником великого князя по внешнеполитическим вопросам Глинский, используя свои контакты в Священной Римской империи, пытается привлечь к антиягеллонскому союзу с Русским государством гроссмейстера Тевтонского ордена — Фридриха и саксонского герцога — Георга[12][13].
  - Медынь пожалована в вотчину выехавшим из ВКЛ Глинскому И. Л. и Глинскому-Слепому Василию Львовичу[14].
- 07 мая — Василий III Иванович переезжает в новый кирпичный великокняжеский дворец, заложенный ещё его отцом. Закончено формирование архитектурного ансамбля Московского Кремля. Закончено формирование Благовещенского собора — домовой церкви великокняжеской семьи[9][13].
- Август — Менгли I Гирей устанавливает союз с Василием III Ивановичем[9].
- 1507—1508 — окончание русско-литовской войны[15].
  - Торопец на короткое время без боя занят литовскими войсками[16].
  - Крепость Белая, построенная в 1506 году, выдержала нападение литовский войск[17].
  - 19 сентября — Василий III принимает посольство польского короля Сигизмунда I Старого для переговоров о мире[13].
  - 08 октября — Василий III и Сигизмунд Старый подписывают Вечный мир, по которому Василий "написал в свою сторону" служилых князей с их вотчинами: Василия Ивановича Шемячича, Василия Семёновича Мниха Стародубского, а также князей: Новосильских, Одоевских, Воротынских, Белёвских, Трубецких и Мосальских[13].
  - Василий III и Сигизмунд I Старый подписывают договор по которому Польша признаёт суверенитет Москвы над Рязанью[18].
- Ноябрь — Василий III налагает опалу на Василия Даниловича Холмского и сажает его в тюрьму на Белоозере, где тот и умирает (ум. 1524)[13].
- Русско-ливонское перемирие, направленное  на облегчение торговли русских купцов на территории Ливонского Ордена[19].
- Русское государство и Казанское ханство подтверждают заключенный в 1507 году мирный договор[20].
  - Абдул-Латиф, казанский хан сведённый с престола и заточенный на Белоозере в 1502 году, переведённый на положение почётного пленника в Москву в 1505 году, освобождён и получает в кормление г. Юрьевец[21].
- Конец года — наместником во Псков назначен Иван Михайлович Репня-Оболенский[13].

### Города и поселения
- 1508—1511 — сооружена новая крепость в Нижнем Новгороде[19].
- 1508/09 — в Туле заложена деревянная крепость[22].
- 1508—1516 — по велению Василия III, под руководством Алевиза Фрязина Старого, вдоль кремлёвских стен был вырыт ров (шириной свыше 36 метров, глубиной 9-12 метров), заполнявшейся водой из р. Неглинная (впоследствии получил название Алевизова рва)[23].
- 1508—1509 — по царскому велению, для строительства новой крепости в Дорогобуж, из Москвы были посланы итальянские мастера Бартоломео Фрязин (Вартоломей) и, вероятно, Бон Фрязин (Мастробан)[24].
- Король Сигизмунд I Старый пожаловал Ельню вместе с оставшимися волостями в вотчину Б.С. Сапеге (см. 1500 и 1503 года)[25].

## Начало правления
См. также: Список глав государств в 1508 году

## Родились

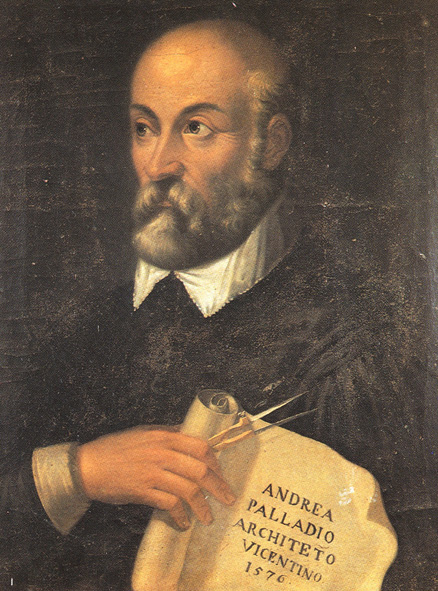
Изображение Андреа Палладио.

См. также: Категория:Родившиеся в 1508 году
- Артсен, Питер — нидерландский художник. Известен также по прозвищу Питер Длинный.
- Глинская, Елена Васильевна — великая княгиня Московская, дочь князя Василия Львовича из литовского рода Глинских и его жены Анны Якшич. В 1526 стала женой разведённого с первой женой великого князя Василия III и родила ему двоих сыновей — Ивана и Юрия.
- Држич, Марин — хорватский (Дубровницкая республика) драматург и поэт, величайший представитель далматинского Возрождения XVI века.
- Палладио, Андреа — великий итальянский архитектор позднего Возрождения, основоположник палладианства и классицизма.
- Трубар, Примож — словенский первопечатник и реформатор
- Хумаюн — второй из Великих Моголов, сын Бабура и отец Акбара, посвятивший свою жизнь борьбе с Шер-шахом за обладание северной Индией.

## Скончались

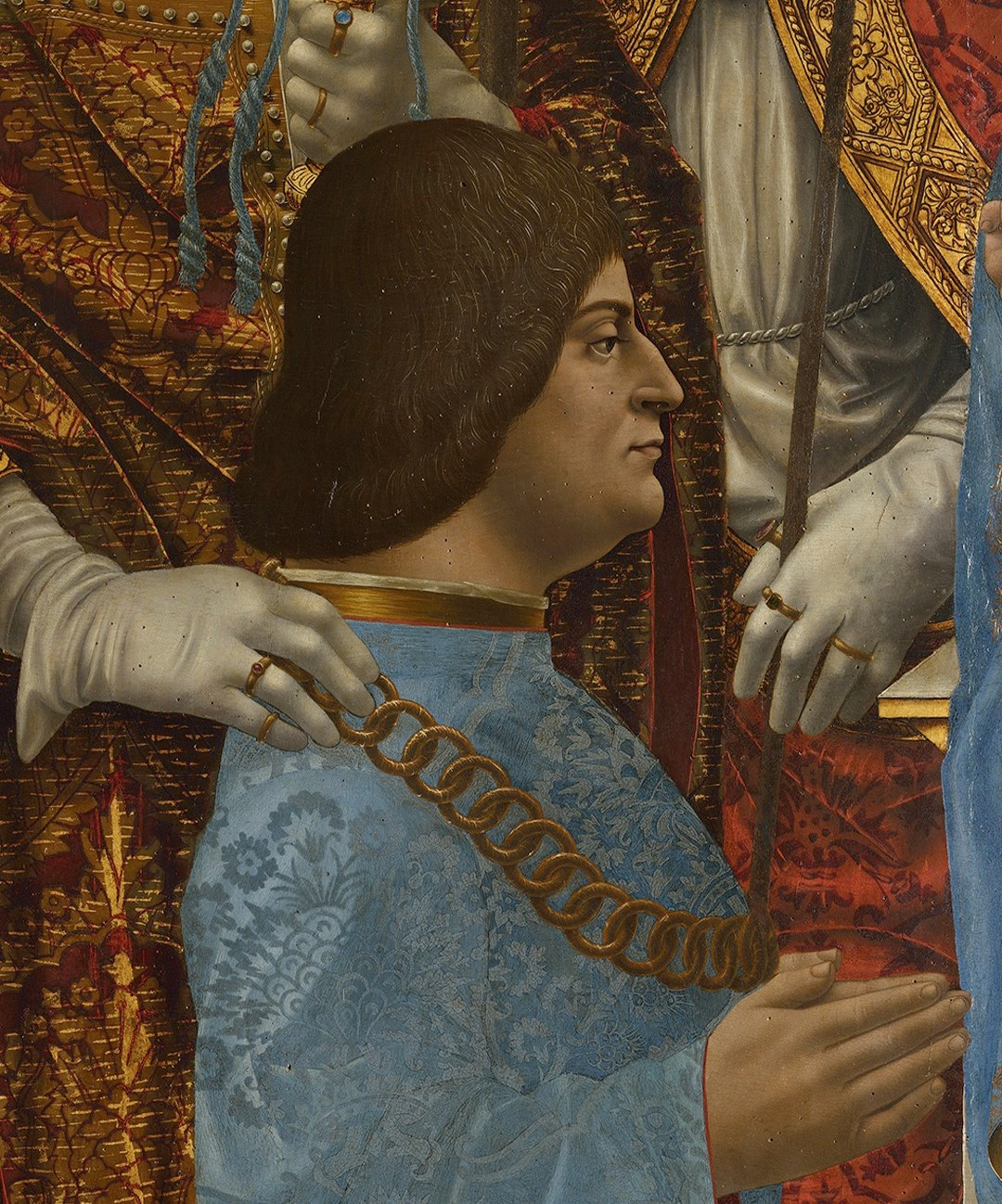
Изображение Лодовико Сфорца.

См. также: Категория:Умершие в 1508 году
- 18 марта — Альбрехт IV Мудрый, герцог Баварско-Мюнхенский с 1463 года, герцог Баварии с 1503 года (род. 1447)
- Абраванель, дон Исаак бен-Иегуда — еврейский учёный, комментатор Танаха, государственный деятель.
- Беатриса Арагонская — дочь Фернандо I Неаполитанского и Изабеллы Таранто. Была королевой-консортом при Матьяше I, короле Венгрии, и Уласло II, короле Венгрии и Богемии.
- Сфорца, Лодовико — герцог Милана из династии Сфорца, талантливый ренессансный деятель.
- Цельтис, Конрад — выдающийся немецкий гуманист рубежа XV—XVI вв.